# Elio (traghetto)
Elio è un traghetto bidirezionale appartenente alla compagnia di navigazione Caronte & Tourist.
Costruito nel 2018 in Turchia, è stato il primo traghetto alimentato a gas naturale liquefatto a entrare in servizio nel mar Mediterraneo.

## Caratteristiche

Il logo della nave Elio.

Prima di una classe di gemelle, è stata costruita presso il cantiere Sefine Shipyard di Altınova, distretto di Yalova (Turchia) nel 2018. Il 9 novembre dello stesso anno la nave è partita dal cantiere con destinazione Messina, per arrivare nel porto della città siciliana il successivo 12 novembre.
La nave è mossa da tre motori Wärtsilä 6L34DF, ciascuno erogante 3.000 kW (per un totale di 9.000 kW) collegati a due propulsori azimutali Rolls Royce da 2.500 kW ciascuno in grado di spingerla a una velocità di crociera pari a 15 nodi (massima pari a 19 nodi). L'alimentazione è bifuel diesel/GNL.
La capacità passeggeri è pari a 1.500, con la possibilità di imbarcare fino a 290 automobili (o in alternativa 38 semirimorchi) su due ponti separati, di cui il rialzato è parzialmente scoperto mentre l'interrato è completamente coperto; l'accesso al ponte superiore avviene per mezzo di rampe pieghevoli. L'altezza utile di passaggio è di 5 metri, mentre il carico massimo per asse è di 13 tonnellate. Le strutture per i passeggeri si trovano su due ponti della sovrastruttura, cosi come aree di coperta aperte con posti a sedere alle estremità dei ponti.
Il traghetto ha inizialmente navigato usando il gasolio (escluso il primo viaggio per il quale, la società costruttrice, ha fornito il pieno di GNL), ma successivamente è entrata in funzione regolare con l'alimentazione a gas naturale liquefatto, che riduce le emissioni di CO2 di circa il 30-40%, gli ossidi di azoto di circa l'85-90% e gli ossidi di zolfo e il particolato di quasi il 100% rispetto a un motore alimentato a gasolio. La nave è anche dotata di stabilizzatore per nave con roll tank.
Il 5 ottobre 2024, Caronte & Tourist ha effettuato il primo rifornimento di gas naturale liquefatto tramite la modalità truck-to-ship sulla Elio, segnando un passo significativo nella gestione autonoma del rifornimento. Questo evento rappresenta il primo rifornimento eseguito direttamente dalla compagnia armatrice, dopo il primo rifornimento iniziale (e unico sino a quella data) effettuato dalla società costruttrice nel 2018, strategia che ha già adottato per altre unità navali, come la Nerea e la Pietro Mondello.

## Servizio
Il 17 novembre 2018 la Elio è stata presentata e inaugurata presso il molo Norimberga del porto di Messina, alla presenza dei presidenti delle regioni Sicilia (Nello Musumeci) e Calabria (Mario Oliverio), nonché dei vertici della Caronte & Tourist. L'entrata in servizio ufficiale è avvenuta sulla Messina-Villa San Giovanni il 12 dicembre 2018.
A causa di ritardi nel completamento dell'infrastruttura per il rifornimento di LNG, la nave è entrata in servizio facendo affidamento sulla propulsione a gasolio; solo in seguito ha iniziato a operare in modalità dual fuel.
Nel mese di gennaio 2020 la Elio è stata trasferita presso il cantiere di Altınova, dov'è stata costruita, per l'installazione del parabulbo su entrambe le estremità. L'11 marzo 2020 è rientrata a Messina e messa nuovamente in servizio il 2 maggio sulla rotta, destinata ai mezzi commerciali, tra Tremestieri e Villa San Giovanni e successivamente è tornata sulla tratta passeggeri Messina-Villa San Giovanni, con partenza dalla Rada San Francesco.
Da Aprile 2025 la nave è in continuo servizio sulla stessa durante:
- i turni diurni, affiancata dalla nave gemella Pietro Mondello (e in caso di esodo da altre navi), dalle ore 5:20[11] alle ore 20:40[12].
- i turni notturni, con presenza al porto commerciale di Tremestieri (salvo guasti oppure ordinaria manutenzione/cantierizzazione), indipendentemente dal periodo, dalle 21:00[13] alle 4:40.[14][15]

## Incidenti
Il 23 febbraio 2019, a causa del forte vento, urta la compagna di flotta Telepass causando solo danni lievi alla stessa.
L'8 settembre 2019, la nave subisce un principio d'incendio in sala macchine dovuto ad una perdita di olio da una valvola di soppressione. Tutti i presenti sulla nave, essendo in partenza da Messina, sono stati fatti prontamente scendere per cambiare unità navale.
Il 24 febbraio 2021 durante la manovra di ormeggio presso il molo Norimberga di Messina (dove la nave doveva essere sottoposta a lavori di manutenzione) si è verificato un incidente con una cima di ormeggio che, colpendolo alla testa, ha causato la morte di un marittimo. La nave è stata posta sotto sequestro e dissequestrata successivamente a fine maggio 2021.

## Navi gemelle
- Pietro Mondello